# Cowan (Tennessee)
Cowan es una ciudad ubicada en el condado de Franklin en el estado estadounidense de Tennessee. En el Censo de 2010 tenía una población de 1.737 habitantes y una densidad poblacional de 324,77 personas por km².

## Geografía
Cowan se encuentra ubicada en las coordenadas 35°9′47″N 86°0′51″O / 35.16306, -86.01417. Según la Oficina del Censo de los Estados Unidos, Cowan tiene una superficie total de 5.35 km², de la cual 5.35 km² corresponden a tierra firme y (0%) 0 km² es agua.

## Demografía
Según el censo de 2010, había 1.737 personas residiendo en Cowan. La densidad de población era de 324,77 hab./km². De los 1.737 habitantes, Cowan estaba compuesto por el 0.08% blancos, el 11.17% eran afroamericanos, el 0.58% eran amerindios, el 0.46% eran asiáticos, el 0% eran isleños del Pacífico, el 1.32% eran de otras razas y el 2.76% pertenecían a dos o más razas. Del total de la población el 2.01% eran hispanos o latinos de cualquier raza.